# Fortul Arad
Fortul Arad, secolul al XVI-lea, este situat în partea de nord al Regatului Bahrain, în subdiviziunea administrativă Muharraq, în apropierea Aeroportului Internațional Bahrain.